# Château des Hayes Gasselin
Le château des Hayes Gasselin est un château ruiné situé à Andrezé, en Maine-et-Loire.

## Localisation
Le château est situé dans le département français de Maine-et-Loire, sur la commune d'Andrezé.

## Description
Les ruines du château sont encore visibles, sa protection aux Monuments historiques lui assure l'état de conservation actuel. Seules les façades nord et ouest (partielle) sont toujours existantes. Depuis le sud, des éléments muraux telles que les cheminées sont observables.

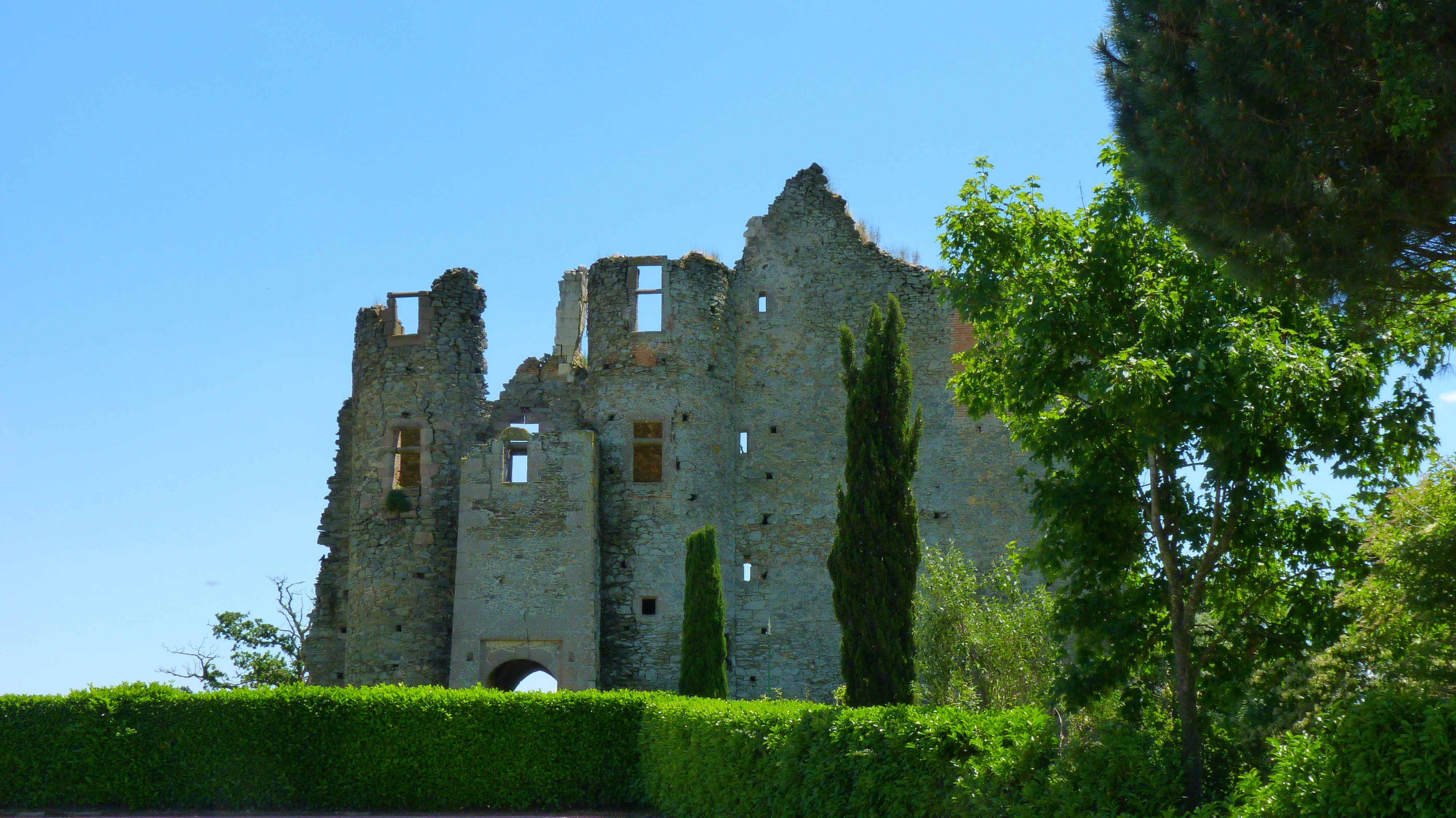
Façade nord.

## Historique
Construit entre le XIVe et le XVIe siècle, le château-fort était constitué d'une forteresse et d'une chapelle en son sein. Des douves l'entouraient. C'est en 1794 que le château est détruit par les républicains.
L'édifice est inscrit au titre des monuments historiques en 1970.

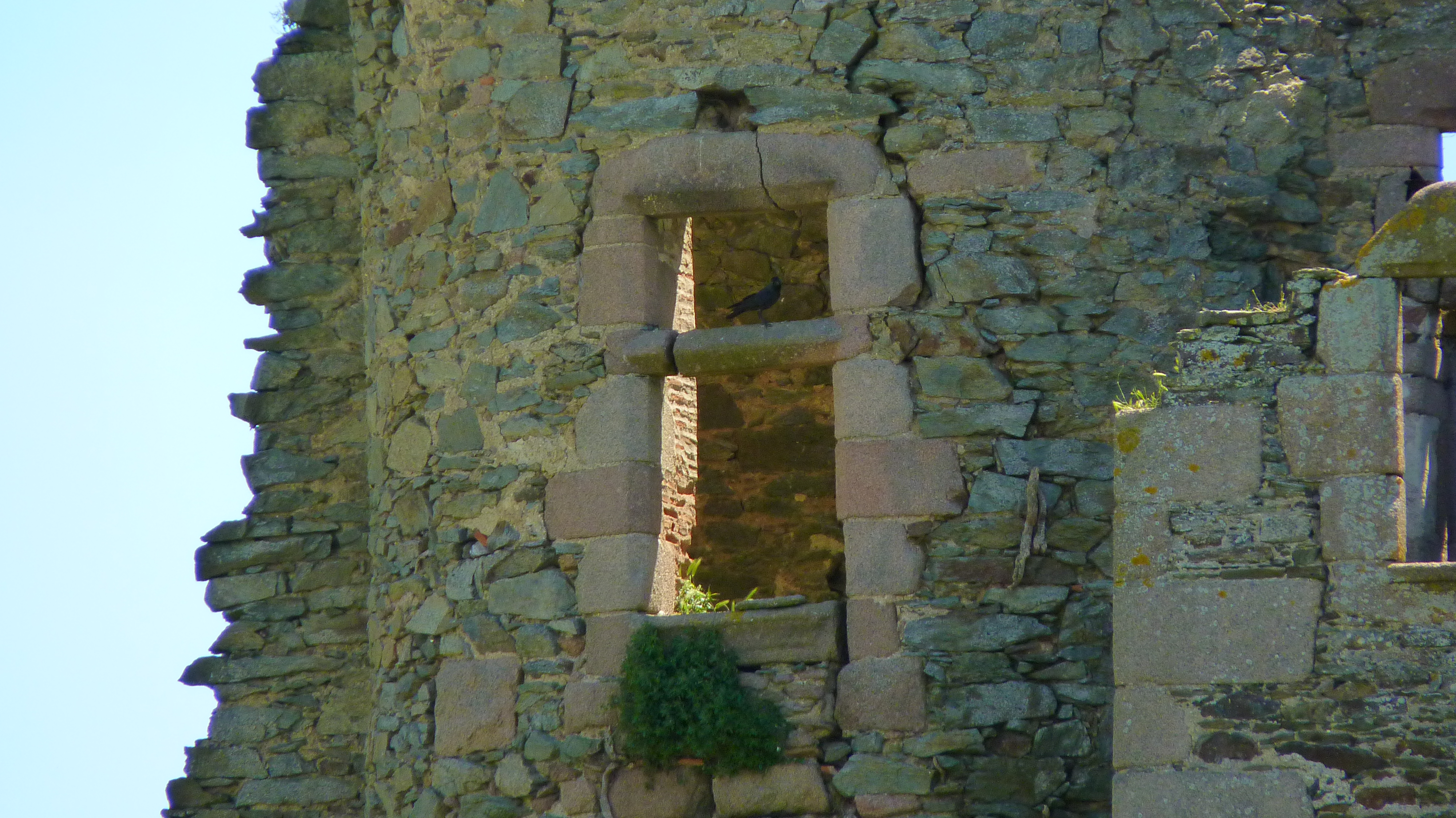
Fenêtre nord.